# Manuel María Pólit
Manuel María Pólit y Laso (* 25. März 1862 in Quito; † 28. Oktober 1932 ebenda) war ein ecuadorianischer Universitätsprofessor, Politiker und Erzbischof von Quito.

## Leben
Manuel María Pólit studierte in seiner Heimatstadt Quito und in Nantes. Ab 1883 war er Professor für französische Literatur und Sprache an der Universität von Quito. 1888 trat er dem ecuadorianischen Senat bei und wurde als Abgeordneter für den Bezirk Pichincha gewählt. 1890 reiste er nach Italien und besuchte ein Priesterseminar, wo er seine anschließende Berufung fand. Am 22. Dezember 1894 erhielt er schließlich die Priesterweihe. Innerhalb des Erzbistums Quito stand er für eine moderne, konziliare Strömung.
Papst Pius X. ernannte ihn am 12. Januar 1907 zum Bischof von Cuenca. Die Bischofsweihe spendete ihm am 1. November desselben Jahres Kardinalstaatssekretär Rafael Merry del Val. Mitkonsekratoren waren Kurienbischof Pietro Gasparri, später ebenfalls Kardinalstaatssekretär, und Rinaldo Camillo Rousset, Bischof von Bagnoregio. Aufgrund der politischen Situation konnte Pólit die Leitung der Diözese aber erst ab 1912 wahrnehmen. Durch sein pastorales Engagement und seine ausgleichende Politik wurde er schnell bekannt.
Am 7. Juni 1918 ernannte ihn Papst Benedikt XV. zum Erzbischof von Quito. Mit dieser Ernennung wuchs auch sein politischer Einfluss, er unterstützte öffentlich konservative Bewegungen, vor allem Jacinto Jijón Caamaño. Insgesamt waren seine Positionen nicht eindeutig: Obwohl politisch eher konservativ, war Erzbischof Pólit in kirchlichen Fragen aufgeschlossen, versuchte die Sozialenzyklika Rerum Novarum von 1891 umzusetzen. Auch im Umgang mit den Armen galt er als großzügig, wobei er allerdings sehr kühl und zurückhaltend bei der Kommunikation mit den Gläubigen war. Manuel María Pólit erlag am 28. Oktober 1932, im Alter von 70 Jahren, einem Herzinfarkt.